# ماتریس جایگشت

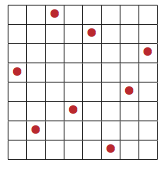
جدول چند مهره در جایگشت بر اساس مختصات طی شده

در ریاضیات، به‌ویژه در نظریه ماتریس‌ها، یک ماتریس جایگشت (به انگلیسی: Permutation Matrix)، ماتریسی مربعی مبنای دویی است که در هر سطر و ستون آن دقیقاً یک درایه 1 داشته و بقیه درایه ها 0 باشند. هر ماتریس با این خصوصیت چون {\displaystyle P}، نماینده جایگشت {\displaystyle m} عنصر است و زمانی که در ماتریسی چون {\displaystyle A} ضرب شد، باعث جایگشت سطور (اگر ضرب به صورت {\displaystyle PA} باشد) یا ستون ها (اگر ضرب به صورت {\displaystyle AP} باشد) ی ماتریس {\displaystyle A} می شود.

## تعریف
فرض کنید جایگشت دلخواه {\displaystyle \pi } از {\displaystyle m} عنصر داده شده باشد:
{\displaystyle \pi :\lbrace 1,\ldots ,m\rbrace \to \lbrace 1,\ldots ,m\rbrace }
که می توان آن را به صورت زیر نمایش داد:
{\displaystyle {\begin{pmatrix}1&2&\cdots &m\\\pi (1)&\pi (2)&\cdots &\pi (m)\end{pmatrix}},}
دو راه برای نظیر کردن یک ماتریس به چنین جایگشتی وجود دارد؛ از یک ماتریس {\displaystyle m\times m} همانی {\displaystyle I_{m}} شروع کرده و بر اساس {\displaystyle \pi } سطر ها یا ستون های آن را جایگشت دهیم. هردو روش به عنوان تعریف ماتریس جایگشت در متون ظاهر شده اند و خواص بیان شده در یک نمایش را می توان به راحتی تبدیل به نمایش های دیگر کرد. در این مقاله تنها با یکی از این نمایش ها سروکار خواهیم داشت و تنها زمانی که نیاز باشد به تفاوت دو نمایش اشاره می شود.
ماتریس {\displaystyle m\times m} جایگشت {\displaystyle P_{\pi }=(p_{ij})} با جایگشت ستون های ماتریس همانی {\displaystyle I_{m}} بدست می آید، یعنی برای هر {\displaystyle i} اگر {\displaystyle j=\pi (i)} آنگاه {\displaystyle p_{ij}=1} در غیر این صورت {\displaystyle p_{ij}=1}. در این مقاله از چنین جایگشتی به نمایش ستونی یاد می شود. از آنجایی که درایه های سطر {\displaystyle i} ام همگی 0 هستند به جز یک درایه 1 در ستون {\displaystyle \pi (i)}، می توان نوشت:
{\displaystyle P_{\pi }={\begin{bmatrix}\mathbf {e} _{\pi (1)}\\\mathbf {e} _{\pi (2)}\\\vdots \\\mathbf {e} _{\pi (m)}\end{bmatrix}},}
که در آن {\displaystyle e_{j}}، بردار پایه استاندارد است که نشانگر بردار سطری به طول {\displaystyle m} با موقعت {\displaystyle j} ام 1 است که درایه های دیگر آن 0 اند.
به عنوان مثال، ماتریس جایگشت {\displaystyle P_{\pi }} متناظر با جایگشت {\displaystyle \pi ={\begin{pmatrix}1&2&3&4&5\\1&4&2&5&3\end{pmatrix}}} به این صورت است:
{\displaystyle P_{\pi }={\begin{bmatrix}\mathbf {e} _{\pi (1)}\\\mathbf {e} _{\pi (2)}\\\mathbf {e} _{\pi (3)}\\\mathbf {e} _{\pi (4)}\\\mathbf {e} _{\pi (5)}\end{bmatrix}}={\begin{bmatrix}\mathbf {e} _{1}\\\mathbf {e} _{4}\\\mathbf {e} _{2}\\\mathbf {e} _{5}\\\mathbf {e} _{3}\end{bmatrix}}={\begin{bmatrix}1&0&0&0&0\\0&0&0&1&0\\0&1&0&0&0\\0&0&0&0&1\\0&0&1&0&0\end{bmatrix}}.}
همانگونه که مشاهده می کنید، ستون {\displaystyle j} ام ماتریس همانی {\displaystyle I_{5}}، اکنون به صورت ستون {\displaystyle \pi (j)} ام {\displaystyle P_{\pi }} ظاهر شده است. 
نمایش های دیگر از جایگشت سطر های ماتریس {\displaystyle I_{m}} بدست می آیند، یعنی برای هر {\displaystyle j}، اگر {\displaystyle i=\pi (i)} آنگاه {\displaystyle p_{ij}=1} و در غیر این صورت {\displaystyle p_{ij}=0}. به نمایش اخیر نمایش سطری می گویند.